# Méthylhydroquinone
La méthylhydroquinone, 2-méthylhydroquinone, 2,5-dihydroxytoluène, 2-méthylbenzène-1,4-diol ou toluquinol, est un composé aromatique de formule C7H8O2. Constitué d'un cycle benzénique d'un cycle benzénique substitué par un groupe méthyle (toluène) et deux groupes hydroxyle (phénol) , c'est l'un des six isomères du dihydroxytoluène. La méthylhydroquinone est cependant en général considérée comme un dérivé de l'hydroquinone par substitution de l'un des atomes d'hydrogène du noyau benzénique par un groupe méthyle, d'où son nom le plus courant.

## Propriétés
La méthylhydroquinone se présente sous la forme de cristaux beige. Elle est combustible mais faiblement inflammable, et relativement soluble dans l'eau. L'exposition à la méthylhydroquinone comporte des risques au point de vue santé, aigus ou chroniques. la méthylhydroquinone est dangereuse pour la vie aquatique.
Cette substance a un rôle d'inhibiteur de l'angiogenèse et d'agent anti-inflammatoire. C'est un métabolite de champignons du genre Penicillium qui a une activité cytotoxique,.